# Regeringsgrundlag
Et regeringsgrundlag er en mere eller mindre konkret beskrivelse af den politik, en regering vil føre. Regeringsgrundlaget udformes i forhandlingerne om regeringsdannelsen og afspejler således, hvad regeringen forventer at kunne gennemføre i den kommende valgperiode. Hvis der er tale om en koalitionsregering, vil regeringsgrundlaget naturligvis også afspejle regeringspartiernes indbyrdes styrke.
Et regeringsgrundlag er i Danmark hverken parlamentarisk eller juridisk påkrævet og heller ikke bindende.

## Regeringsgrundlag i Danmark
Formuleringen af et regeringsgrundlag har været kutyme i dansk politik siden 1993. Før dette tidspunkt har der ikke været nogen egentlig tradition for, at regeringerne har offentliggjort et samlet dokument om deres ambitioner. Lejlighedsvis har de dog ved tiltrædelsen udsendt politiske hensigtseklæringer, der minder om moderne tiders regeringsgrundlag. Det gælder således den koalitionsregering, som Socialdemokratiet og Radikale Venstre dannede i 1929. Her formulerede partierne et "Arbejdsprogram" med de tiltag, som begge kunne tilslutte sig. Det fyldte dog kun 200 ord, og ordlyden blev først offentliggjort i 1964.
I alt har mellem fire og seks danske regeringer i perioden 1929-1993 formuleret et regeringsgrundlags-lignende dokument. Kun tre af dem blev dog offentliggjort - og den ene offentliggørelse var endda utilsigtet.
I 1993 blev den moderne tradition med regeringsgrundlag i dansk politik grundlagt som følge af et krav fra den radikale leder Marianne Jelved, da Regeringen Poul Nyrup Rasmussen I blev dannet. Jelveds krav udsprang efter hendes eget senere udsagn af en frustration over, at hun ikke havde nogen klar samlet idé om indholdet og retningen for den politik, hun skulle forsvare i Folketinget som formand for den radikale folketingsgruppe under den tidligere KVR-regering fra 1988 til 1990. Siden da har alle danske regeringer frem til og med dannelsen af Regeringen Lars Løkke Rasmussen III i 2016 offentliggjort et regeringsgrundlag. Indholdet og detaljeringsgraden har været stærkt stigende siden 1993 - Helle Thorning-Schmidt offentliggjorde det hidtil længste grundlag i 2011.
Da Mette Frederiksen dannede regering i 2019, skete det på baggrund af et dokument, som hun og hendes støttepartier underskrev. Frederiksen udsendte imidlertid ikke et egentligt regeringsgrundlag, men kaldte dokumentet for "en politisk forståelse mellem de fire partier".